# Le Matin (Acadie)
Pour les articles homonymes, voir Le Matin.
Le Matin était un journal acadien quotidien de Moncton, fondé le 11 août 1986 et disparu le 29 juin 1988.
C'est à la suite de la fermeture du journal L'Évangéline en octobre 1982 que deux quotidiens francophones vont être créés au Nouveau-Brunswick : Le Matin à Moncton et l'Acadie Nouvelle à Caraquet.
Contrairement à l'Acadie Nouvelle, Le Matin desservait toute la province. Malgré cette distribution à l'échelle provinciale et malgré des subventions, la concurrence et l'étroitesse du marché provoquèrent rapidement sa faillite, à peine deux ans après son lancement.
Le rédacteur en chef et éditorialiste était Rino Morin Rossignol, écrivain qui a été conseiller politique du gouvernement Hatfield (1970-1987) sur la question linguistique au Nouveau-Brunswick.
Un autre des éditorialistes du Matin était Gérard Étienne, poète, écrivain, linguiste et journaliste d'origine haïtienne.